# Hodenhagen
Hodenhagen is een gemeente in de Duitse deelstaat Nedersaksen. De gemeente maakt als hoofdplaats  en bestuurszetel deel uit van de Samtgemeinde Ahlden in het Landkreis Heidekreis. Hodenhagen telt 3.158 inwoners.
Het dorp Hodenhagen ligt aan de oostkant van de Aller, bij de monding van de beek Meiße in deze rivier.  
Slechts enkele kilometers westwaarts, aan de overkant van de Aller, ligt het dorp, waar de Samtgemeinde naar genoemd is, Ahlden. Vrijwel direct ten zuiden van het safaripark ligt een ander buurdorp,  Eickeloh.
Hodenhagen is met een regionale hoofdweg, de L 191, verbonden met de oostwaarts gelegen afrit nr. 49 (Westenholz) van de Autobahn A 7.
Het dorp heeft een klein station aan de Spoorlijn Walsrode - Buchholz (Heidebahn). Stoptreinen in beide richtingen stoppen er eenmaal per uur.
Hodenhagen beschikt over een (ten oosten van het dorp gelegen) vliegveldje (Verkehrslandeplatz), hoofdzakelijk bedoeld voor zweef- en andere kleine sport- en hobbyvliegtuigen. Het veldje is verlicht, zodat nachtelijke vluchten mogelijk zijn, en heeft ICAO-code EDVH. Zonder buitengewone ontheffing voor doordeweeks vliegen mag men er alleen in de weekends gebruik van maken. De start- en landingsbaan meet 900 x 40 meter. Het is een graspiste, voorzien van een speciale kunststof onderlaag om veiliger starten en landen mogelijk te maken.

## Geschiedenis

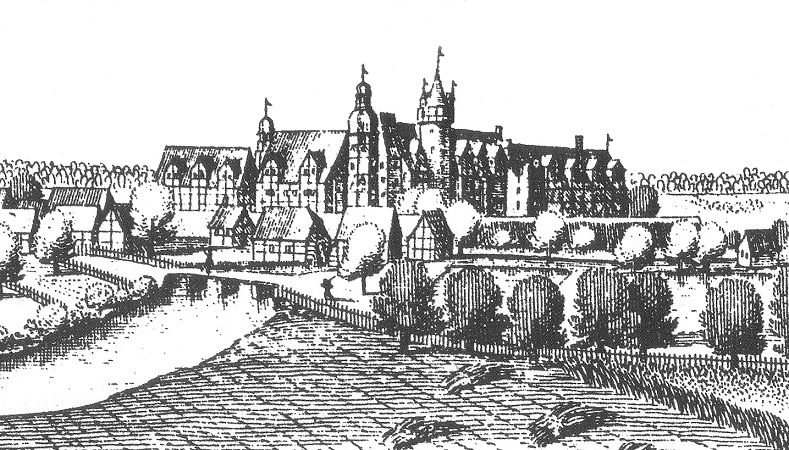
Merian-prent (1654): Kasteel Hudemühlen

Het dorp komt voor het eerst in 1168 onder de aanduiding  de Hode in een document voor. 
In de 13e eeuw bestond een kasteel, Burg Hodenhagen; het dorp Hodenhagen ontstond daaromheen. Het kasteel werd bewoond door de edele heren Von Hodenhagen, welk geslacht nog voortbestaat onder de naam Von Hodenberg. In 1289 liet Otto II van Lüneburg dit kasteel verwoesten. In de 14e eeuw wordt een molen in het bos, Hüdemühle, vermeld. Het geslacht Von Hodenhagen, inmiddels leenroerig aan het Hertogdom Brunswijk-Lüneburg, bezat daar vanaf de 14e of 15e eeuw een kasteel, Schloss Hudemühlen, dat in de 18e of vroege 19e eeuw verlaten werd en tot een ruïne verviel. Alleen een rechthoekig heuveltje van 100 x 90 meter herinnert nog aan de locatie van dit eens luisterrijke kasteel.
De gemeente Hodenhagen bestaat van oorsprong mede uit de in 1936 bij Hodenhagen gevoegde plaatsjes Hudemühlen, tegenwoordig een wijk aan de zuidoostkant van Hodenhagen,  en Riethagen, dat als zelfstandig dorp niet meer bestaat. In 1975 werd het deel van de Samtgemeinde Ahlden.

## Toerisme, bezienswaardigheden

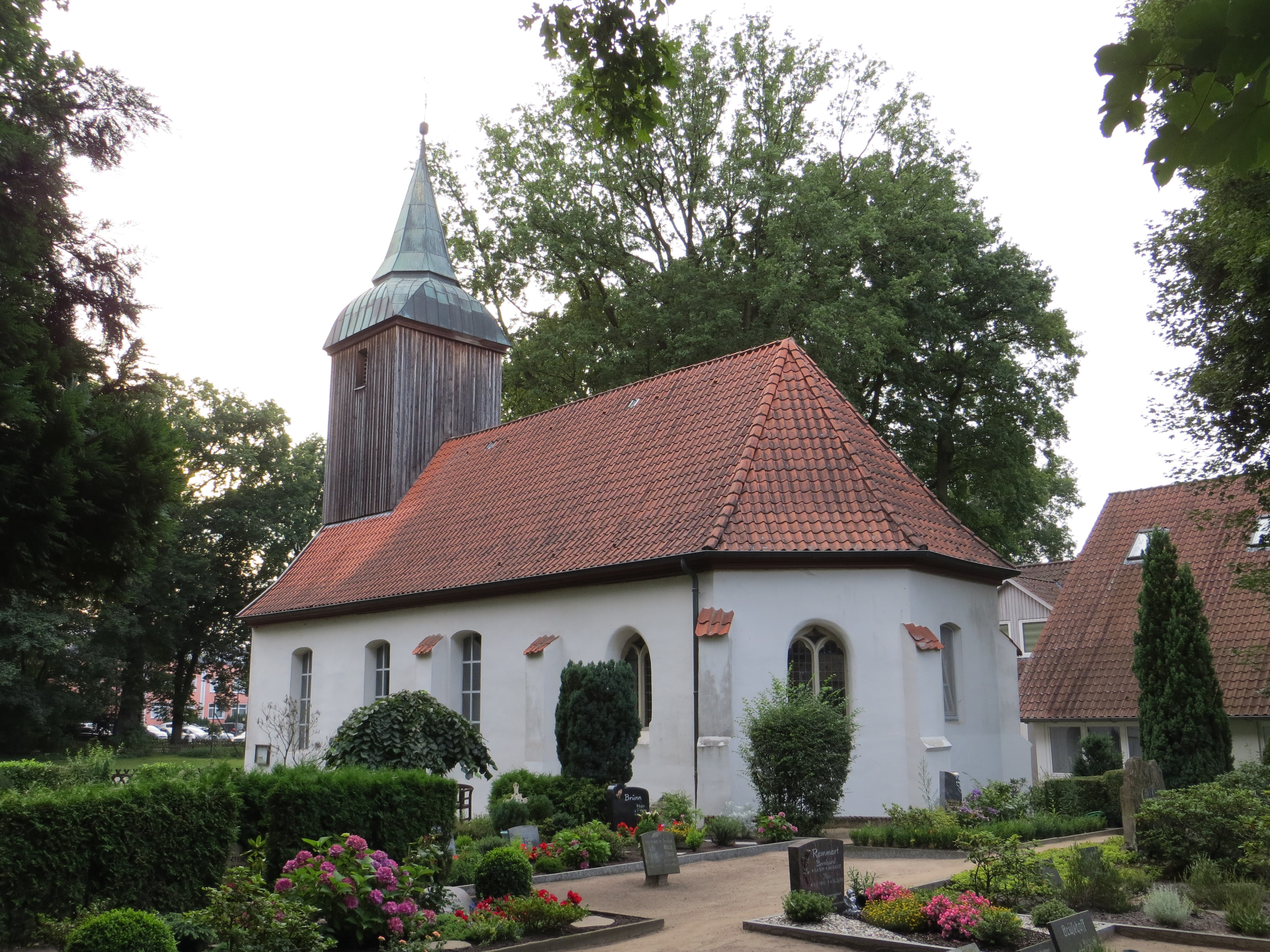
St. Thomas-en-Mariakerk of -kapel, Hodenhagen
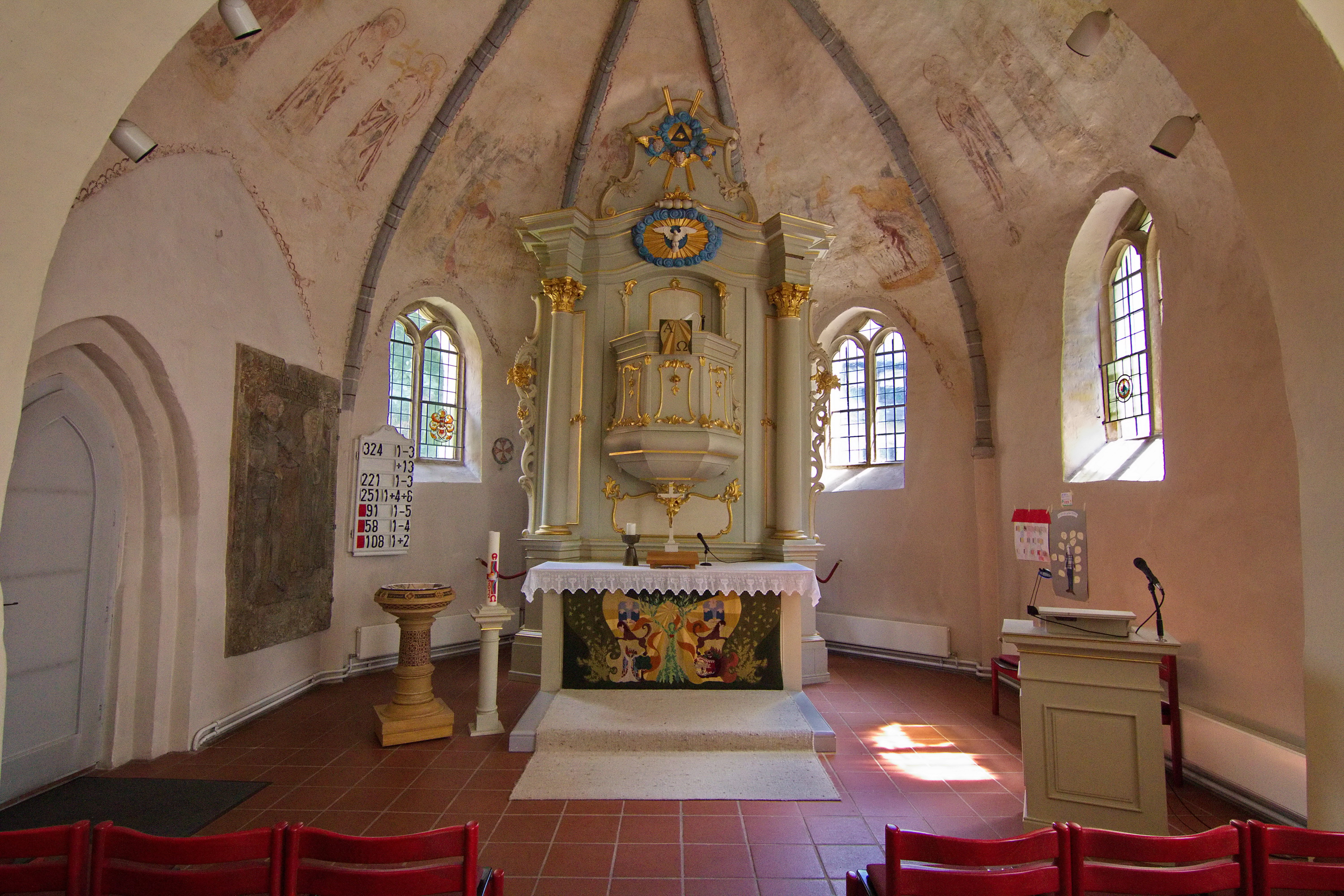
Interieur van dit kerkje

Hodenhagen ligt in een streek met veel natuurschoon en ligt niet ver van de Lüneburger Heide. Aan de zuidkant van het dorp ligt een Badesee (recreatieplas). 
Bijna 3 kilometer ten zuid-zuidoosten van het dorp Hodenhagen en ten oosten van de Aller ligt het uitgestrekte safaripark Serengeti Park Hodenhagen, de voornaamste attractie van de streek. In 2022 is een afgedankt vliegtuig van de Bundeswehr, een Airbus A310, gedemonteerd om in het park als horecagelegenheid te dienen.
Bezienswaardig in het dorp is de uit 1768 daterende, evangelisch-lutherse Thomas-en-Mariakapel in Hodenhagen. Het kerkje is rijk ingericht in late barokstijl. Binnen herinnert veel (o.a. grafmonumenten) aan de schenkers, het adellijke geslacht Von Hodenberg.